# LP40
LP40 – album studyjny polskiego zespołu Lady Pank, wydany 12 marca 2021 nakładem Agora S.A. z okazji 40-lecia istnienia zespołu.

## Lista utworów
Opracowano na podstawie materiałów źródłowych:.
1. „Ameryka” (muz. J. Borysewicz; sł. J. Borysewicz, W. Byrski) – 3:55
2. „Spirala” (muz. J. Borysewicz; sł. W. Byrski) – 3:09
3. „Tego nie mogą zabrać nam” (muz. J. Borysewicz; sł. M. Wiraszko) – 3:46
4. „Erazm” (muz. J. Borysewicz; sł. A. Mogielnicki) – 2:51
5. „Zostań ze mną” (muz. J. Borysewicz; sł. J. Borysewicz, W. Byrski) – 3:28
6. „Najcieplejsza zima od tysiąca lat” (muz. J. Borysewicz; sł. M. Wiraszko) – 3:36
7. „Wieczny chłopiec” (muz. J. Borysewicz; sł. W. Byrski) – 2:47
8. „Pokuta” (muz. J. Borysewicz; sł. W. Byrski) – 3:16
9. „Karton” (muz. J. Borysewicz; sł. J. Borysewicz, W. Byrski) – 3:13
10. „Drzewa” (muz. J. Borysewicz; sł. W. Byrski) – 3:37
11. „Pokolenia” (muz. J. Borysewicz; sł. J. Borysewicz, W. Byrski) – 2:58
12. „Zapomnieć” (muz. J. Borysewicz; sł. J. Borysewicz, W. Byrski) – 2:53

Bonus CD w wersji „Vinyl Deluxe Edition”:
1. „Za ten jeden raz” (muz. J. Borysewicz; sł. W. Byrski)
2. „Tego nie mogą zabrać nam” – Radio Edit (muz. J. Borysewicz; sł. M. Wiraszko)

## Twórcy albumu
- Janusz Panasewicz – śpiew
- Jan Borysewicz – gitara, śpiew, współautor tekstów (1, 9, 10, 11)
- Krzysztof Kieliszkiewicz – gitara basowa
- Kuba Jabłoński – perkusja
- Jarosław Baran – instrumenty klawiszowe (gościnnie), produkcja, mix, mastering
- Wojciech Olszak – rejestracja śladów
- Wojciech Byrski – autor tekstów (1-2, 5, 7-12)
- Michał Wiraszko – autor tekstów (3, 6)
- Andrzej Mogielnicki – autor tekstu (4)